# 馬洛里鎮區 (克萊頓縣)
马洛里鎮區（Mallory Township），美国艾奥瓦州克莱顿县的一个鎮區，总面积93.19平方公里，总人口391（2000年美国人口普查）。